# Dino Mataz
Dino Mataz, hrvatski publicist i filmski autor. Po struci je profesor povijesti. Neumorni je istražitelj istine o događanjima u vrijeme Domovinskog rata na orahovačkom i slatinskom području. Prikupljenu građu umješno prenosi u pisane i audio-video materijale.
Napisao je knjigu Nad Papukom nebo proplakalo kojoj je prethodio dokumentarac Orahovica u Domovinskom ratu. 
Snimio je dokumentarne filmove:
- Orahovica u Domovinskom ratu
- Krvavi četvrti, kratki dokumentarni o pokolju Hrvata u Četekovcu, Čojlugu i Balincima
- Voćin, film o stradanju Voćina
- Posljednja patrola, film o terorističkom napadu na hrvatske policajce kod Pušine

U pripremi su dokumentarci:
- Linija života, o liniji bojišnice Čačinci-Vojlovica-Humljani, prve crte obrane orahovačkog područja
- Braća po križu, o braniteljima Grada Heroja Vukovara s područja bivše općine Orahovica. Radi ju u autorskoj suradnji s prijateljem Vladimirom Grgurićem. Govorit će o t.zv. malim ljudima koji su branili Vukovar.